# سیکلن
شهر سیکلن (به رومانیایی: Ţicleni) در شهرستان گورژ در کشور رومانی واقع شده‌است. جمعیت این شهر ۵٬۲۰۵ نفر است.